# Sybra negrosensis
Sybra negrosensis là một loài bọ cánh cứng trong họ Cerambycidae.